# Султан, Санжар Муратбекович
Санжар Муратбекович Султан (Султанов) (Пустой шаблон {{ВД-Преамбула}} ) — канадский кинорежиссёр, продюсер и сценарист.

## Ранние годы
Султан родился в маленьком селе Кордай, Казахстан. Учился в школе Даунсайд в Англии и в колледже Верхней Канады в Канаде. В 2007 году Султан переехал в Нью-Йорк, чтобы учиться в Институте театра и кино Ли Страсберга.

## Карьера
Султан (тогда ещё Султанов) основал собственную компанию Reverson Entertainment в 2009 году вместе со своим братом Саидом. Первым короткометражным фильмом Султана стал фильм «Родственные души», экранизация оригинального рассказа О. Генри с Полом Кальдероном в главной роли. В 2010 году он продюсировал и снял свой первый полнометражный фильм «Пылающий рассвет» с Робертом Неппером и Кальдероном в главных ролях. Султан создал сценарий на основании трёх рассказов Джека Лондона, а действие фильма происходило в Нью-Йорке 1920-х годов. Премьера фильма состоялась в Сономе, Калифорния (родной город Джека Лондона) и в Вебстер-холле в Нью-Йорке. Он также получил широкий прокат в Казахстане и был высоко оценён многими критиками.
В феврале 2013 года Султан стал партнёром канадского венчурного капиталиста и выпускника колледжа Верхней Канады Лаудона Оуэна и открыл Know Rules Media. В сентябре 2013 года компания стала партнёром режиссёра/продюсера Акана Сатаева и его студии SataiFilm и начала подготовку к съёмкам фильма «Хакер». Исполнительный продюсер Brillstein Entertainment Partners. Султан написал сценарий по рассказу Сатаева и Тимура Жаксылыкова. Фильм финансировали Тимур Мейрамбеков, Жанболат Сериков и Кенес Ракишев от имени Mobli. Фильм был выпущен ограниченным тиражом в США (под названием «Аноним») 2 декабря 2016 года.
В 2016 году Султан должен был продюсировать «Деловую этику» с Лоренцем Тейтом в главной роли и режиссёром Ником Вернэмом. В фильме также снимались Лэнс Реддик, Кертвуд Смит и Ангус Макфадьен.